# Салатін Вадим Євгенович
Вадим Євгенович Салатін (нар. 3 жовтня 1985, Жданов, Запорізька область, Україна) — український футболіст, виступав на позиції півзахисника та захисника.

## Життєпис
Вихованець маріупольського футболу. У турнірах ДЮФЛ України виступав за маріупольський «Металург» (30 матчів, 4 голи) та команду місцевої ДЮСШ-3 (7 матчів). З 2002 року у складі «Металурга» (згодом перейменованого на «Іллічівець»), однак перші декілька сезонів грав лише за другу команду клубу у другій лізі. За головну команду «азовців» дебютував лише у грудні 2005 року, у чвертьфінальному матчі Кубку України проти київського «Арсеналу», на 90-й хвилині гри замінивши Андрія Конюшенка. У вищій лізі першу гру провів 3 березня 2007 року, на 78-й хвилині виїзного матчу проти дніпропетровського «Дніпра» вийшовши на заміну замість Ари Акопяна. Загалом у сезоні 2006/07 років відіграв у вищому дивізіоні 8 матчів, проте після закінчення чемпіонату вирушив до «Іллічівця-2» і до матчів основної команди більше не залучався. Наступного сезону орендований клубом «Фенікс-Іллічовець». Влітку 2008 року, після закінчення терміну оренди, повернувся до Маріуполя, де провів ще півсезону в «Іллічівці-2», після чого залишив приазовський клуб.
Після відходу з «Іллічівця» вирушив до Чехії, де протягом 2009 року захищав кольори клубу «Оломоуць», який виступав у місцевій другій лізі. Повернувся до України у 2010 році, де підписав контракт із кіровоградською «Зіркою». Влітку того ж року перейшов у «Суми», у складі яких став срібним призером своєї групи другої ліги, проте команда програла стикові матчі та не змогла вийти до першого дивізіону. Тим не менш, Салатін розпочав наступний чемпіонат у першій лізі, ставши гравцем харківського «Геліоса», за який виступав до зимової перерви. 2012 року підписав контракт з армянським «Титаном», однак у складі команди на полі жодного разу не з'явився. 2013 рік провів у клубах другої ліги «Мир» (Горностаївка) та «Шахтар» (Свердловськ), після чого завершив професіональну кар'єру. Після закінчення виступів грав на аматорському рівні за «Колос-ОТГ» із селища Асканія-Нова (у складі якого неодноразово ставав одним із найкращих гравців чемпіонату Херсонської області) та за «Яруд» із рідного Маріуполя. Пізніше працював дитячим тренером у маріупольській ДЮСШ «Азовсталь».

## Досягнення
- Друга ліга України
  -  Срібний призер (2): 2004/05 (група «В»), 2010/11 (група «А»)